# Elaphoidella decorata
Elaphoidella decorata is een eenoogkreeftjessoort uit de familie van de Canthocamptidae. De wetenschappelijke naam van de soort is voor het eerst geldig gepubliceerd in 1901 door Daday.